# Foe tha Love of $
Foe tha Love of $ è un singolo del gruppo hip hop Bone Thugs-n-Harmony realizzato in collaborazione con Eazy-E, pubblicato nel 1995 ed estratto dall'album Creepin on ah Come Up. 

## Tracce
1. Foe tha Love of $ (LP Street) (featuring Eazy-E)
2. Foe tha Love of $ (Tha Yella Mix 9 Minutes Uv Funk) (featuring Eazy-E)
3. Moe Cheese (Instrumental)
4. Thuggish Ruggish Bone (U-Neek's Remix) (featuring Shatasha Williams)
5. Moe $ (Instrumental)